# Нойнкірхен (Саар)
Нойнкірхен (нім. Neunkirchen) — місто в Німеччині, знаходиться в землі Саар. Адміністративний центр однойменного району.
Площа — 75,08 км2. Населення становить 46 098 ос. (станом на 31 грудня 2021).